# Olga Knudsen
Pour les articles homonymes, voir Knudsen.
Olga Knudsen (1865-1947) est une femme politique danoise et une militante des droits des femmes, membre du parti Venstre. En 1918, elle est l'une des cinq premières femmes élues au Landsting.

## Biographie
Née le 29 juin 1865 à Følle, dans la municipalité de Syddjurs, à l'est du Jutland, Olga Knudsen est la fille de Jens Elsbert Knudsen (1826-1901), qui dirige une épicerie, et de Julie Vilhelmine Rønberg (1828-1888). Contrairement à ses deux frères qui fréquentent l'université, elle aide au foyer, notamment après le décès de sa mère en 1888. Son frère Ivar Knudsen (en) est célèbre pour son développement du moteur diesel alors que Morten est médecin dans l'armée. C'est grâce à Thora, l'épouse de Morten, qu'Olga Knudsen s'intéresse au mouvement féministe.
Elle déménage ensuite à Vejle avec son père, mais ce n'est qu'après la mort de celui-ci qu'elle étudie le dessin à l'école technique. De 1902 à 1930, elle enseigne la géographie et le dessin dans une école de filles de Vejle. Son véritable intérêt est néanmoins les droits des femmes. En 1905, elle fonde l'Association des femmes de Vejle (Vejle Kvindeforening), l'une des premières associations de femmes de province. En 1907, elle collabore avec Elna Munch qui fonde le Landsforbundet pour Kvinders Valgret (Association nationale pour le droit de vote des femmes), devenant l'une de ses principales membres. En 1909, lorsque les femmes peuvent participer aux élections municipales, elle est élue à Vejle et devient membre du conseil municipal, où elle siège jusqu'en 1921. Fait inhabituel pour une femme, elle dirige également la section du parti Venstre de Vejle de 1918 à 1929.
Aux élections législatives de 1918, elle est l'une des cinq premières femmes élues au Landsting (les autres sont Nina Bang, Marie Christensen, Marie Hjelmer et Inger Gautier Schmit) et la première d'entre elles à prendre la parole à la Chambre. Elle reste élue de Venstre jusqu'en 1928, date à laquelle elle est remplacée par un candidat masculin. Elle s'investit sur les sujets de politique sociale, de santé et les questions municipales. Elle passe sa retraite à Vejle, où elle occupe plusieurs responsabilités, notamment la gestion d'un foyer pour enfants.
Olga Knudsen meurt à Vejle le 26 septembre 1947.